# Langvleugelmiersluiper
De langvleugelmiersluiper (Myrmotherula longipennis) is een zangvogel uit de familie Thamnophilidae (miervogels).

## Verspreiding en leefgebied
Deze soort komt voor in het Amazonebekken en telt zes ondersoorten:
- M. l. longipennis: het noordelijk en noordwestelijk Amazonebekken.
- M. l. zimmeri: oostelijk Ecuador en noordoostelijk Peru.
- M. l. garbei: oostelijk Peru, amazonisch zuidwestelijk Brazilië en noordwestelijk Bolivia.
- M. l. transitiva: westelijk-centraal Brazilië.
- M. l. ochrogyna: centraal Brazilië.
- M. l. paraensis: oostelijk-centraal Brazilië.

## Status
De grootte van de populatie is niet gekwantificeerd maar de soort wordt omschreven als vrij algemeen. Op de Rode lijst van de IUCN heeft deze soort de status niet bedreigd.